# Adam Arkin
Adam Arkin (New York, 19 agosto 1956) è un attore e regista statunitense.

## Biografia
Figlio dell'attore Alan Arkin e di Jeremy Yaffe, inizia a recitare nel 1969 nel film The Monitors, diretto da Jack Shea. Tra le serie televisive a cui partecipa: Happy Days, Hawaii Squadra Cinque Zero, Provaci ancora Lenny, Cari professori, Love Boat, Ai confini della realtà, Tough Cookies, MacGyver, Un medico tra gli orsi (1990-1995), nel ruolo di un eccentrico chef.
Nel film Un medico, un uomo (1991) recita al fianco di William Hurt e di Mandy Patinkin, con il quale lavora dal 1994 al 2000 nella serie Chicago Hope, interpretando il ruolo del Dr. Aaron Shutt. Appare inoltre nel film Mission (1986), e nelle serie Detective Monk, West Wing - Tutti gli uomini del Presidente, Hitch - Lui sì che capisce le donne, Law & Order - I due volti della giustizia, Boston Legal, Masters of Sex, State of Affairs e Law & Order - Unità vittime speciali. 
Occasionalmente lavora come regista televisivo e dirige alcuni episodi di Ally McBeal, Chicago Hope e Grey's Anatomy. Tra il 2007 e il 2009 interpreta il ruolo di Ted Earley nella serie televisiva Life.

## Filmografia

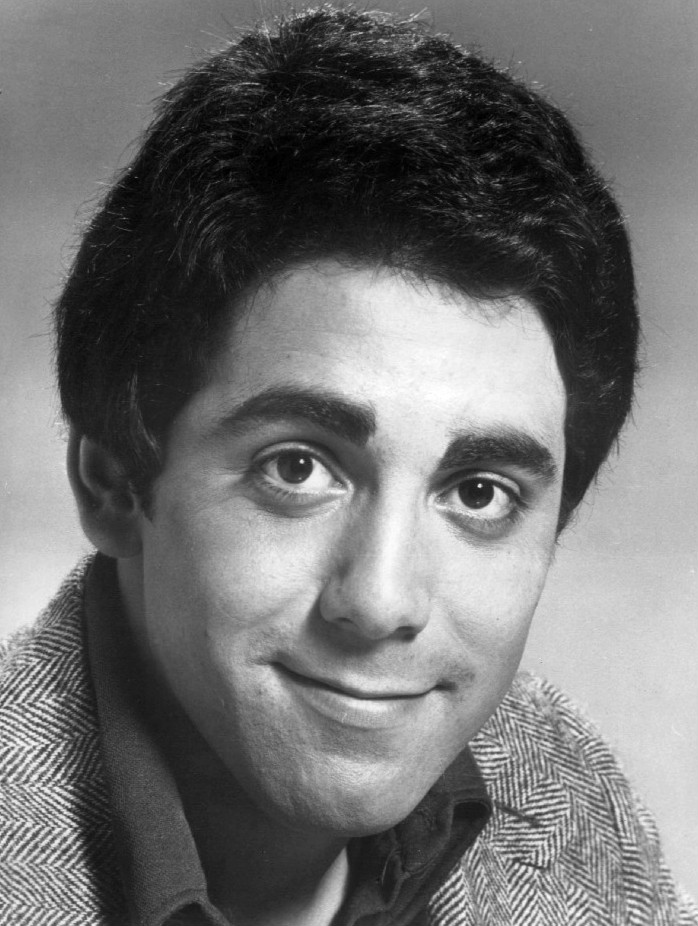
Adam Arkin nel 1976

### Cinema
- The Monitors, regia di Jack Shea (1969)
- Terapia di gruppo (Made for Each Other), regia di Robert B. Bean (1971)
- Sotto l'arcobaleno (Under the Rainbow), regia di Steve Rash (1981)
- Che fatica essere lupi (Full Moon High), regia di Larry Cohen (1981)
- Un medico, un uomo (The Doctor), regia di Randa Haines (1991)
- Ricordando Hemingway (Wrestling Ernest Hemingway), regia di Randa Haines (1993)
- Halloween - 20 anni dopo (Halloween H20: 20 Years Later), regia di Steve Miner (1998)
- Lake Placid, regia di Steve Miner (1999)
- Avviso di chiamata (Hanging Up), regia di Diane Keaton (2000)
- Hitch - Lui sì che capisce le donne (Hitch), regia di Andy Tennant (2005)
- A Serious Man, regia di Joel ed Ethan Coen (2009)
- The Sessions - Gli incontri (The Sessions), regia di Ben Lewin (2012)
- Pig - Il piano di Rob (Pig), regia di Michael Sarnoski (2021)

### Televisione
- Happy Days – serie TV, episodio 2x19 (1975)
- Provaci ancora Lenny (Busting Loose) – serie TV, 21 episodi (1977)
- Ai confini della realtà (The Twilight Zone) - serie TV, episodio 1x38 (1986)
- MacGyver - serie TV, episodio 4x15 (1989)
- Un medico tra gli orsi (Northern Exposure) - serie TV, 10 episodi (1990-1995)
- Law & Order - I due volti della giustizia (Law & Order) - serie TV, 2 episodi (1992-2005)
- Chicago Hope - serie TV, 141 episodi (1994-2000)
- West Wing - Tutti gli uomini del Presidente (The West Wing) - serie TV, 4 episodi (2000-2002)
- Detective Monk (Monk) - serie TV, episodio 1x04 (2002)
- Life - serie TV, 32 episodi (2007-2009)
- Sons of Anarchy - serie TV, 11 episodi (2009)
- The Closer - serie TV, episodio 7x03 (2011)
- Fargo - serie TV, 3 episodi (2015)
- Law & Order - Unità vittime speciali (Law & Order: Special Victims Unit) - serie TV, episodio 21x08 (2019)
- Cambio di direzione (Big Shot) - serie TV, 2 episodi (2021)
- The Night Agent - serie TV, 2 episodi (2023)

## Premi
- Primetime Emmy Award
  - 2001 - Miglior guest star per Frasier

## Doppiatori italiani
Nelle versioni in italiano delle opere in cui ha recitato, Adam Arkin è stato doppiato da:
- Saverio Indrio in Boston Legal, Law & Order - I due volti della giustizia (ep. 16x01), Sons of Anarchy, State of Affairs, Le regole del delitto perfetto, Rebel
- Pierluigi Astore in Ballroom Dancing, Pig - Il piano di Rob
- Paolo Marchese in Baby Bob, The Closer
- Massimo Rossi in Fargo, Una donna alla Casa Bianca
- Oreste Lionello in Oceano
- Fabrizio Temperini in West Wing - Tutti gli uomini del Presidente
- Marco Guadagno in Love Boat
- Luca Biagini in Law & Order - I due volti della giustizia (ep. 3x07)
- Oliviero Dinelli in Un medico, un uomo
- Danilo De Girolamo in Chicago Hope (prima voce)
- Andrea Ward in Chicago Hope (seconda voce)
- Antonio Sanna in Halloween - 20 anni dopo
- Pasquale Anselmo in Life
- Sergio Di Stefano in Avviso di chiamata
- Luciano Roffi in Hitch - Lui sì che capisce le donne
- Paolo Buglioni in A Serious Man
- Sandro Iovino in The Sessions - Gli incontri
- Fabrizio Pucci in Detective Monk